# اسکوتر (موتور)

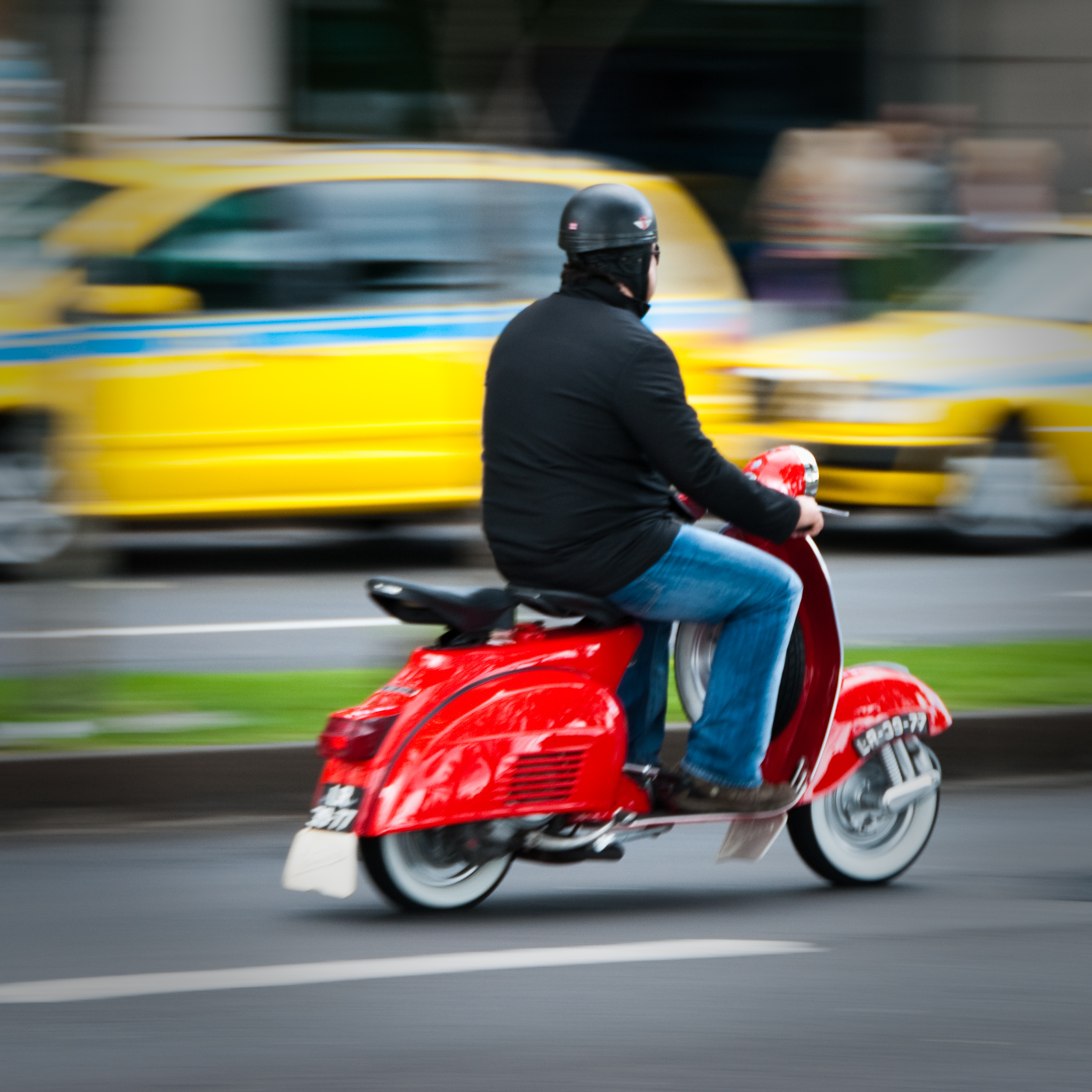
وسپا نخستین موتور سیکلت اسکوتر رایج بود.

اِسکوُتِر (انگلیسی: Scooter) گونه‌ای موتورسیکلت است که به وسیلهٔ پاهای کسی که سوارش می‌شود، کنترل می‌گردد. توسعهٔ اسکوتر از دورهٔ میان دو جنگ جهانی شروع شد و پس از جنگ دوم محبوب شد. دلیل محبوبیت این وسیله نقلیه ارزانی و آسانی پارک کردن آن بوده است.